# Jesús Salmerón Berga
 Jesús Salmerón Berga   (Tabernes Blanques, Provincia de Valencia, España, 1 de diciembre de 1991), es un abogado y político español, afincado en Gátova, Valencia, de donde es nativa su familia. Desde las últimas elecciones municipales es alcalde de Gátova por el Partido Popular.

## Biografía
Nacido en la localidad valenciana de Tabernes Blanques. Es licenciado en Derecho por la Universidad de Valencia y posee un Máster interuniversitario en Sistema de Justicia Penal por las Universidad Rovira i Virgili, Universidad Jaime I, Universidad de Lérida y Universidad de Alicante. Es experto en violencia de género, menores y extranjería. Actualmente es doctorando en derecho y economía en la Universidad CEU Cardenal Herrera.
Es abogado en ejercicio del ICAV con despacho propio y Letrado del Turno de Oficio en los turnos de Civil, penal, extranjería y violencia de género. Columnista de opinión en varios medios con numerosos artículos publicados y colaborador habitual de radio y televisión.
Sus inicios en la política comienzan como simpatizante en el Partido Popular de la Comunidad Valenciana, no llegando a ocupar nunca ningún cargo orgánico. 
Además,son conocidos sus ataques al Diputado por aquel entonces de UPYD Toni Cantó, a los que él mismo con el tiempo les restó importancia por su inmadurez y desapego con los partidos políticos. Unos años después, ambos serían compañeros de partido.
Ha sido Asesor de la Mesa de les  Corts Valencianes  durante la IX Legislatura, en concreto en la Secretaría Primera, con  Emilio Argüeso Torres  de Secretario Primero.
Tras las Elecciones autonómicas de 2019 fue elegido como diputado en las Cortes Valencianas en la X Legislatura. Durante la legislatura se ha encargado de ser la voz de las familias de gestación subrogada, los cuales se ven perjudicados por las leyes españolas para la entrada de los niños por partes de sus padres y de todo el colectivo LGTBi. Destacan sus iniciativas a favor de la diversidad familial y sexual, y las de defensa de los DDHH y del colectivo inmigrante. También ha destacado su trabajo para conseguir un pacto autonómico para luchar contra el estigma asociado al VIH y el Pacto Valenciano contra la Xenofobia. Además se ha encargado de rechazar públicamente todas las agresiones homófobas que ha habido en España, pero en especial en la Comunidad Valenciana. También ha destacado en la X Legislatura por defender a su municipio Gátova, al que ha hecho referencia en casi todas sus intervenciones.
En mayo de 2021 tras la fallida moción de Murcia y la deriva de Ciudadanos abandonó la formación Ciudadanos-Partido de la Ciudadanía.
En octubre de 2022, anunció a través de un comunicado en sus redes sociales que sería el candidato del PP a las elecciones municipales en su municipio natal, Gátova. El 17 de junio de 2023 hizo historia en convertirse en el primer alcalde popular de Gátova.
Desde el mes de julio de 2023 forma parte como miembro del  Consejo Rector del Parque Natural de la Sierra Calderona  así como del  Consorcio Provincial de Bomberos de Valencia . También forma parte como miembro titular en representación del Ayuntamiento de Gátova en la  Mancomunitat del Camp del Turia.
El 6 de noviembre de 2023 tomó posesión como miembro de la junta de gobierno del Consorcio Valencia Interior, siendo la primera vez que el Alcalde de Gátova forma parte del órgano de gobierno del Consorcio. 